# Compagnie électrique des tramways de la rive gauche de Paris

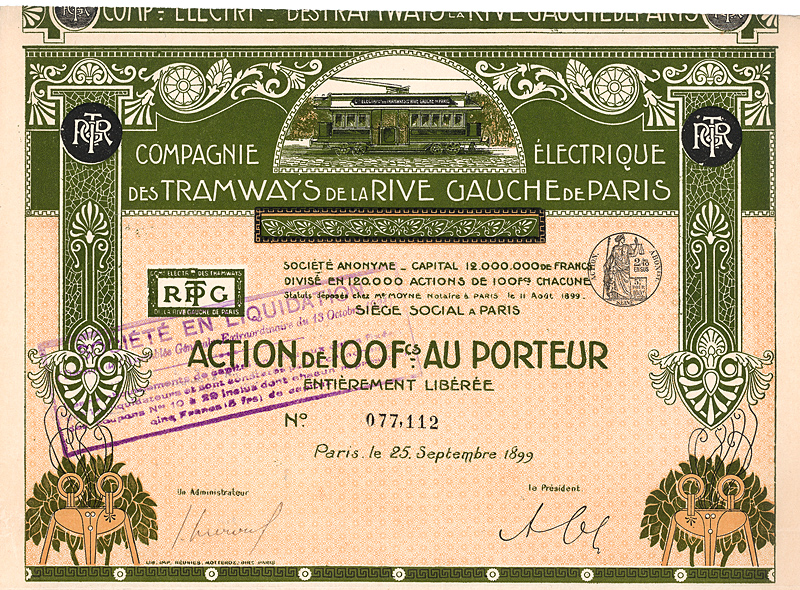
Action de la Cie électrique des tramways de la rive gauche de Paris, du 25 Septembre 1899.

La Compagnie électrique des tramways de la rive gauche de Paris (TRGP ou RG) est une compagnie exploitant un réseau de tramway à Paris. Elle est fondée le 19 janvier 1900, dans le but de créer un tramway de Montreuil-sous-Bois à Boulogne-Billancourt. 
La compagnie se substitue à la Compagnie électrique du secteur de la rive gauche de Paris qui avait obtenu la concession le 30 mars 1899 de deux lignes, celle de Boulogne-Billancourt à Vincennes et celle de Montreuil-sous-Bois à Boulogne-Billancourt. Son siège social est situé au no 124 du boulevard Saint-Germain, à Paris. L'ensemble du réseau a une longueur de 36 km.
La compagnie TRGP sera absorbée par la Société des transports en commun de la région parisienne (STCRP) en 1921.

## Lignes
Elles comprennent deux transversales est-ouest, la première passant par le centre de Paris, l'autre  contournant la ville par le sud :
- ligne 1, Porte de Vincennes – rue Michel–Bizot – rue de Dijon – Pont de Tolbiac – rue de Tolbiac – rue d’Alésia – Avenue d'Orléans, (ligne intra-muros) ;
- ligne 2,  Avenue d'Orléans – rue de Vouillé – rue de la Convention – Pont Mirabeau – Auteuil –  Porte de Saint-Cloud (ligne intra-muros) ;
- ligne 3, Porte de Vincennes – Saint-Mandé – Bois de Vincennes – Saint-Maurice – Maisons-Alfort – Alfortville – Ivry-sur-Seine – Le Kremlin-Bicêtre – Gentilly – Montrouge – Porte d'Orléans, (ligne extra-muros) ;
- ligne 4, Porte d'Orléans  -  Montrouge – Malakoff – Vanves – Issy – Pont d’Issy – Boulogne – Porte de Saint-Cloud, (ligne extra-muros).

En 1921, elles deviennent les lignes 123/124 (ex-1-2), 125 (ex-3) et 126 (ex-4) de la STCRP. 
Elles disparaitront aux dates suivantes :
- ligne 123/124, 14 mars 1937[2] ;
- ligne 125, 20 mars 1935 ;
- ligne 126, 18 mars 1936.

La ligne 123/124 est restée la dernière ligne urbaine de Paris en fonctionnement.

## Infrastructure

### Alimentation électrique
La compagnie TRGP n'ayant pas reçu l'autorisation d'électrifier par fil aérien les voies situées dans Paris utilisa le système d'alimentation par plots superficiels Diatto.

## Matériel roulant
Le parc était constitué de 63 motrices à bogies et de 24 attelages (remorques) à 2 essieux.